# Máquina de Wimshurst

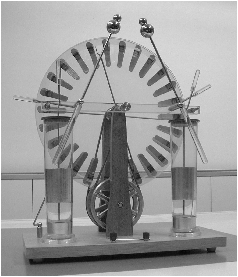
Máquina de Wimshurst, ligada a dois capacitores do tipo "Garrafa de Leyden".

A Máquina de Wimshurst é um gerador eletrostático de alta tensão, desenvolvido entre 1880 e 1883 pelo engenheiro britânico James Wimshurst. A máquina se tornou famosa em laboratórios de Física, onde é utilizada até os dias de hoje para demonstrações sobre os efeitos da eletricidade estática.

## Descrição
Esta máquina pertence à uma classe de Máquinas Eletrostáticas, que "geram" cargas elétricas através do fenômeno da indução eletrostática. Foi uma inovação diante de máquinas eletrostáticas anteriores como a Máquina de Holtz e a Máquina de Toepler que tinham tendência à inversão de polaridade em seus terminais, o que não ocorre na Máquina de Wimshurst. Na época de seu desenvolvimento a atenção da pesquisa sobre eletricidade estava voltada para aplicações práticas como iluminação elétrica, motores elétricos, telefonia e telegrafia, e portanto o uso da máquina ficou restrito a aplicações de demonstração, com algumas aplicações médicas.
A máquina possui dois discos feitos com materiais isolantes que giram em sentidos opostos. Nesses discos são fixados diversos setores metálicos cujas bordas são arredondadas a fim de amenizar perdas de energia por efeito corona. Os setores são mais largos nas bordas que no seu interior, o que permite um espaçamento constante entre eles ao redor do disco. 
Em frente a cada disco existe uma barra metálica, que são cruzadas uma em relação à outra num ângulo de aproximadamente 60°. Essas barras, chamadas de barras neutralizadoras, possuem em suas extremidades escovas feitas com fios metálicos que tocam os setores da máquina enquanto os discos giram. Quando um setor metálico passa por uma escova ocorre uma influência pelo disco oposto, e por indução eletrostática cargas elétricas opostas às do disco oposto são atraídas para ele. A estrutura gera cargas crescentes nos setores, e as tensões sobem exponencialmente até que ocorra faiscamento. 
Uma importante variação da máquina de Wimshurst é a máquina de Bonetti (1894), que, com a mesma estrutura básica, usa discos limpos, sem setores, e escovas múltiplas nos neutralizadores, ou pentes com pontas.
As cargas elétricas induzidas são coletadas por barras metálicas em forma de "U", que rodeiam as partes laterais dos discos. Estas barras são os coletores de carga da máquina, e possuem algumas pontas ou dentes metálicos dispostos à frente dos setores da máquina. Pelo efeito do "poder das pontas" grande parte da carga nos setores é "puxada" para os coletores. As cargas são levadas aos terminais da máquina, que possuem um faiscador. Nas extremidades do faiscador são colocadas esferas metálicas, a fim de que a cargas elétricas se concentrem antes de atingir a tensão de faiscamento, formando descargas elétricas vísíveis. 

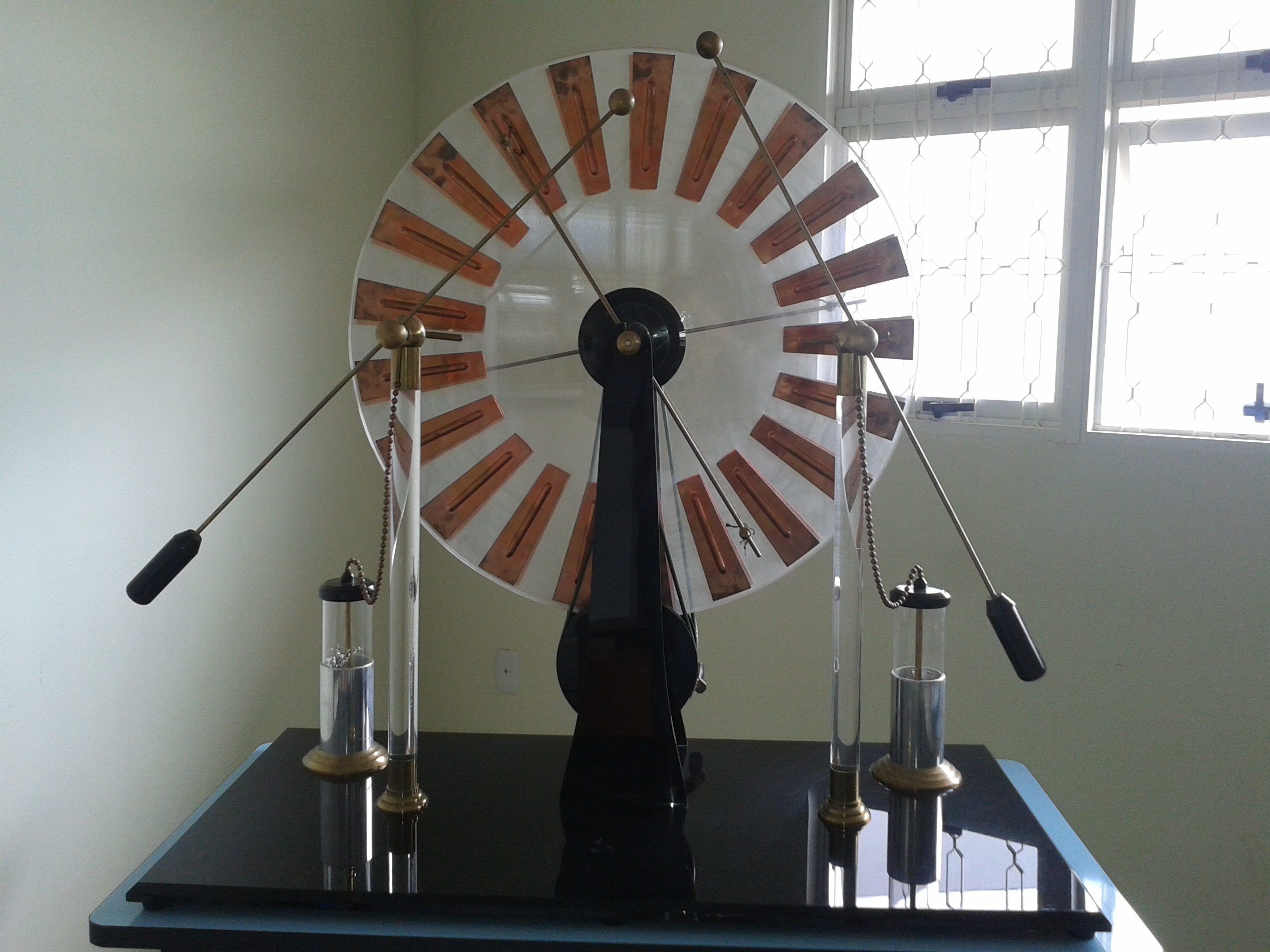
Máquina de Wimshurst pertencente ao acervo de experimentos do Espaço interCiências - Universidade Federal de Itajubá (MG)

Uma Máquina de Wimshurst com discos de 30 cm de diâmetro produz até 100.000 volts, com uma corrente elétrica de aproximadamente 20 uA. É comum encontrar conectados aos terminais da máquina pares de capacitores do tipo garrafa de Leyden, com a intenção de se conseguir descargas elétricas maiores e mais intensas devido à carga acumulada neles. A corrente é proporcional à velocidade de rotação e a área dos discos ocupada pelos setores, sendo portanto proporcional ao quadrado do diâmetro dos discos para mesma velocidade angular de rotação. A acumulação de cargas parasitas no lado oposto de placas carregadas é um problema com todas as máquinas eletrostáticas anteriores à de Wimshurst, com apenas um disco rotativo, causando reversões periódicas de polaridade, inexistentes na máquina de Wimshurst.
Máquinas eletrostáticas são sempre sensíveis à umidade do ar, tendo seu rendimento reduzido ou mesmo deixando de funcionar em condições de alta umidade. Essas máquinas tem forte tendência a atrair poeira do ar, que deve ser removida das superfícies periodicamente.
A Máquina de Wimshurst, assim como outros geradores eletrostáticos, requer toda a estrutura elétrica bem isolada eletricamente, a fim de amenizar perdas da energia elétrica produzida pela máquina. Para isso tanto os discos, como os suportes dos coletores de carga são feitos com materiais altamente isolantes como plástico ou vidro envernizado. Os condutores elétricos da máquina também recebem alguns cuidados especiais para amenizar as perdas de energia, isso é feito evitando-se qualquer ponta ou ângulo agudo da estrutura metálica, impedindo perdas pelo mesmo "poder das pontas" usado nos coletores.